# HMS Thistle (1938)
HMS Thistle (N24) – brytyjski okręt podwodny typu T o wyporności nawodnej 1090 ton, który służył w Royal Navy w latach 1939–1940. Okręt został zwodowany 25 października 1938 roku w stoczni Vickers-Armstrongs w Barrow-in-Furness, po czym wszedł do służby w marynarce brytyjskiej 4 lipca 1939 roku. 10 kwietnia 1940 roku został zatopiony przez niemiecki okręt podwodny U-4.

## Budowa
Budowane z przeznaczeniem do zwalczania dużych jednostek liniowych z silną pasywną obroną przeciwtorpedową, okręty typu T wyróżniały się bardzo silną salwą torpedową z 6 wewnętrznych wyrzutni dziobowych oraz 4 dziobowych wyrzutni zewnętrznych, co dawało im wielką siłę ognia w ataku torpedowym. Stępkę pod HMS „Thistle” położono 7 grudnia 1937 roku, okręt został następnie zwodowany 25 października 1938 roku w stoczni Vickers-Armstrongs w Barrow-in-Furness. Wyporność nawodna okrętu wynosiła 1090 ton, podwodna zaś 1575 ton, przy długości całkowitej 84 metry i szerokości 8,08 metra. Podstawą uzbrojenia jednostki było 16 torped kalibru 533 mm wystrzeliwanych z 6 wyrzutni dziobowych oraz 4 wyrzutni zewnętrznych, które również strzelały z kierunku dziobu. „Triton” wyposażony był także w pojedyncze działo pokładowe kalibru 102 mm. Jednostka napędzana była na powierzchni dwoma silnikami Diesla oraz dwoma silnikami elektrycznymi w zanurzeniu, z napędem przenoszonym na śruby przez dwa wały napędowe, które zapewniały mu prędkość 15,25 węzła na powierzchni oraz 9 węzłów w zanurzeniu.

## Służba
Okręt wszedł do służby 4 lipca 1939 roku, i jako najnowszy brytyjski okręt natychmiast został skierowany do działań podwodnych w rozpoczętej 3 września 1939 roku – dla Wielkiej Brytanii – II wojnie światowej.
Operował przede wszystkim w strategicznie ważnym dla Wielkiej Brytanii rejonie mórz okalających Skandynawię, w celu przeciwdziałania kluczowym dla Niemiec dostawom rudy żelaza ze Szwecji. W tym czasie 50% zaopatrzenia w niezbędną niemieckiej gospodarce rudę żelaza pochodziło ze Szwecji, w tym przede wszystkim ze szwedzkiego portu Luleå w Zatoce Botnickiej na Bałtyku. Akwen ten jednak nie był zamarznięty jedynie w miesiącach od maja do października, toteż w pozostałych miesiącach Niemcy zmuszeni byli transportować rudę żelaza koleją do norweskiego portu w Narwiku, stamtąd zaś drogą morską przez chronione wody terytorialne Norwegii do Niemiec. Po niepowodzeniu brytyjskich zabiegów dyplomatycznych w celu przeszkodzenia tym transportom, rząd brytyjski przyjął skomplikowaną strategię zmierzającą do uzasadnienia brytyjskiej okupacji Norwegii. Niemcy byli jednak świadomi tych planów, toteż postanowili uprzedzić Wielką Brytanię. W celu jednak zapobieżenia zajęcia Norwegii przed ukończeniem przygotowań do własnej inwazji, na wody okalające Norwegię Niemcy skierowali wszystkie swoje okręty podwodne, celem zatrzymania brytyjskiej floty inwazyjnej. Jednym z nich był zwodowany w 1935 roku U-4, który jako jedna z pierwszych niemieckich jednostek wprowadzonych do służby po zawarciu niemiecko-brytyjskiego układu morskiego, był jednostką mniej nowoczesną od później budowanych okrętów, i w 1939 roku pełnił jedynie rolę szkoleniową na Bałtyku.

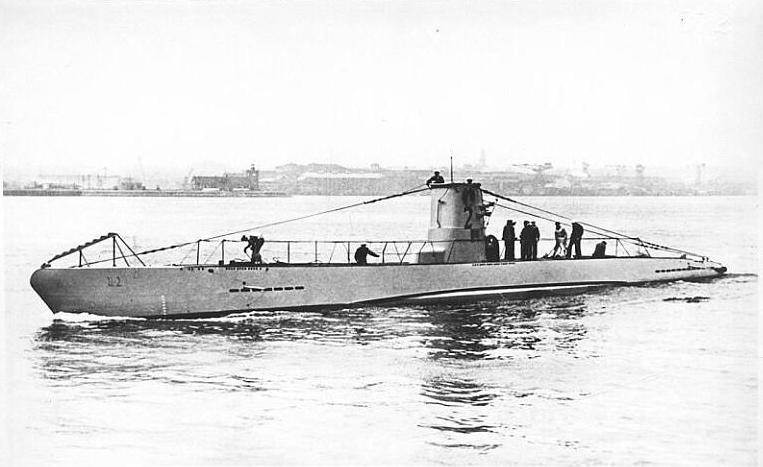
Na zdjęciu widoczny U-2 – pierwszy niemiecki okręt podwodny przyjęty do służby w Kriegsmarine po zawarciu niemiecko-brytyjskiego układu morskiego i uwolnieniu się przez Niemcy od nałożonego traktem wersalskim zakazu budowy jednostek tej klasy. U-4 był czwartym przyjętym w skład Kriegsmarine okrętem tego samego typu IIA.

Takie same działania podejmowali jednak Brytyjczycy, toteż wysłali oni na wody norweskie siedemnaście własnych okrętów podwodnych, trzy francuskie oraz polski ORP „Orzeł”. Jednym z wysłanych na wody północne brytyjskich okrętów był HMS „Thistle”. Skutkiem odkrycia i zatopienia przez „Orła” wypełnionego niemieckimi żołnierzami „Rio de Janeiro”, 9 kwietnia „Thistle” otrzymał sygnał radiowy nakazujący mu zbliżyć się do Stavanger, w celu przechwycenia niemieckiej armady inwazyjnej. Miał w tym celu wejść i podjąć niebezpieczną nawigację we fiordzie. 9 kwietnia około godziny 16:00 „Thistle” znajdował się u wejścia do fiordu, gdy obserwując horyzont za pomocą peryskopu dowodzący okrętem Lieutnant-Comander W.F. Haselfoot dostrzegł U-boota na powierzchni. Tego samego wieczora Haselfoot wysłał radiogram do Rosyth, informujący o wystrzeleniu sześciu torped. Był to ostatni kontakt „Thistle” z dowództwem.
Według zapisów z raportu dowodzącego U-4 Oberleutnanta zur See Hansa-Petera Hinscha, na U-4 usłyszano hałas zbliżających się torped i okręt wykonał gwałtowny manewr na bakburtę przy prędkości 12 węzłów, w celu wykonania uniku. Według niemieckiej relacji jedna z brytyjskich torped przeszła w odległości 1 metra od dziobu U-Boota, który natychmiast zanurzył się na głębokość 40 metrów. Dowódca niemieckiego okrętu słyszał pod wodą szum silników elektrycznych, podjął jednak decyzję o wynurzeniu, sadząc iż w porze nocnej jego okręt znajdujący się między jednostką brytyjską a lądem nie będzie widoczny na tle ciemnego brzegu. U-4 wynurzył się o godzinie 22:17 i nie zastał żadnego okrętu na powierzchni. U-4 pozostał na powierzchni przez 4 następne godziny, podczas których ładował akumulatory, po czym obserwatorzy na mostku zobaczyli okręt podwodny wynurzający się w pobliżu. „Thistle” wynurzał się jednak zbyt blisko na natychmiastowy strzał, toteż Hinsch obrócił swój okręt dziobem w prawo, przy czym załoga brytyjskiego okrętu wyglądała na zupełnie nieświadomą obecności U-Boota w odległości zaledwie 600 metrów i okręt stał niemal bez ruchu na powierzchni. U-4 wystrzelił pojedynczą torpedę G7a, która jednak nie trafiła w praktycznie nieruchomy cel, toteż Hinsch z odległości 400 metrów wystrzelił drugą torpedę – G7e z napędem elektrycznym, która trafiła dokładnie w środek „Thistle”, który natychmiast zatonął.
Do dziś nie wiadomo dlaczego Lt. Cmdr. Haselfoot wystrzelił salwą sześć torped do tak małego celu jak okręt podwodny typu IIA, nie trafiła jednak żadna z nich, zwłaszcza że jak napisał w radiogramie po nieudanym ataku, po ich wystrzeleniu pozostały mu już jedynie dwie torpedy. Podobnie jak nieznane są przyczyny, dla których Haselfoot zatrzymał swój okręt po ostatecznym wynurzeniu, nawet jeśli przyjąć, że był przekonany, że U-Boota nie ma już na tych wodach.